# Ieronim din Praga

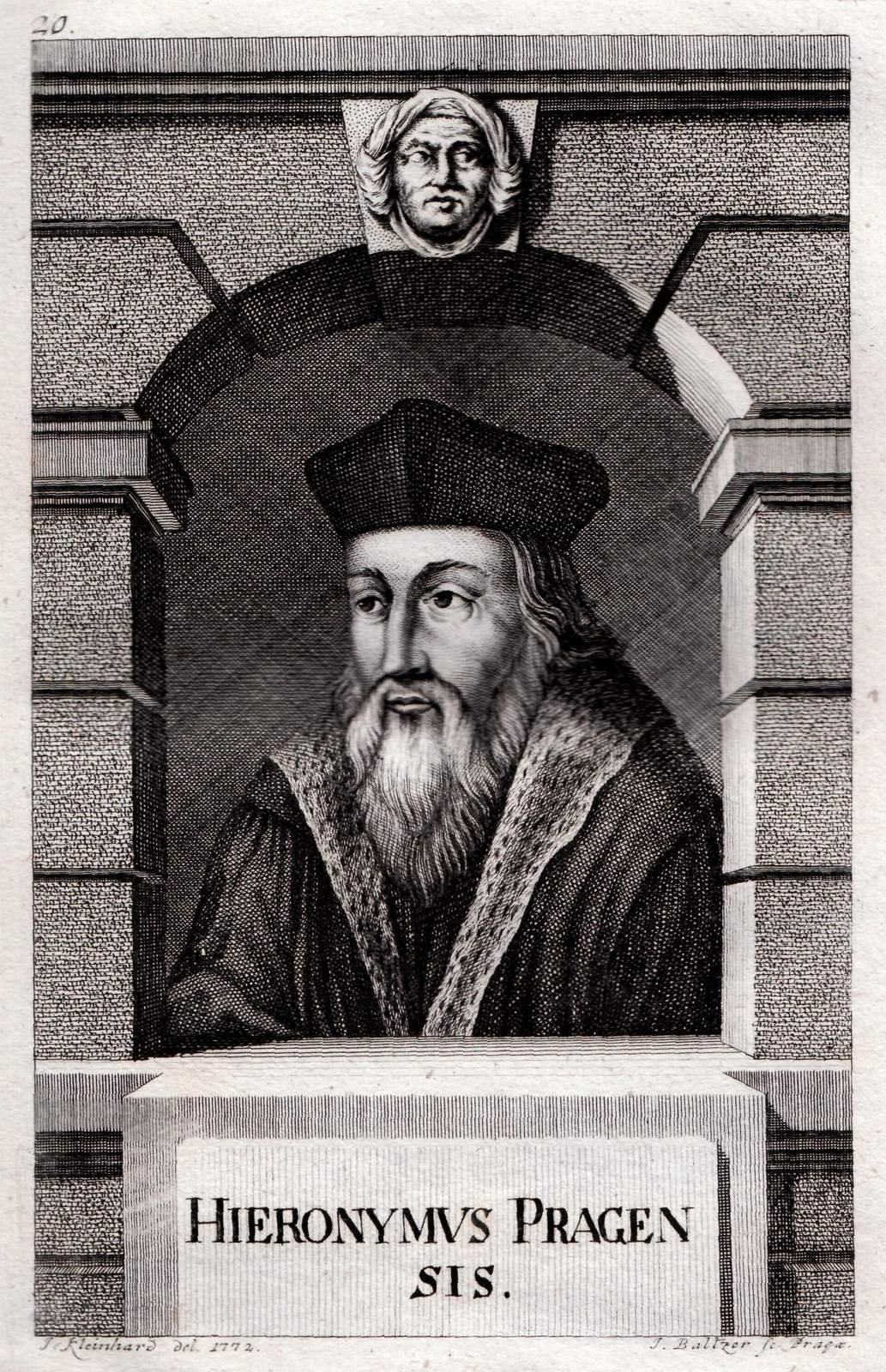
Gravura lui Ieronim din Praga de Johann Balzer

Ieronim din Praga (în cehă Jeroným Pražský, n. 1380, Praga, Regatul Boemiei – d. 30 mai 1416, Konstanz, Episcopia de Konstanz⁠(d)) a fost un filosof scolastic, teolog, reformator și profesor ceh. Ieronim era unul din urmașii principali ai lui Jan Hus, fiind ars pe rug pentru erezie de Conciliul de la Konstanz. El este adesea numit Hieronymus, forma latină a primului său nume.

## Biografie
Ieronim s-a născut în 1379 la Praga, în Regatul Boemiei (acum Republica Cehă), parte a Sfântului Imperiu Roman. El a absolvit Universitatea din Praga în anul 1398. Ulterior, a studiat la Universitatea Oxford, unde s-a familiarizat cu învățăturile reformiste ale lui John Wycliff. El a fost un filosof, teolog, profesor universitar și reformator al bisericii care și-a dedicat viața pentru a eradica acele doctrine și dogme bisericești pe care le-a găsit corupte. Ieronim a fost constant aruncat și scos din temniță. Ideile sale radicale au adus în cele din urmă moartea lui prin execuție ca eretic pentru biserică, dar l-au făcut un martir pentru reforma protestantă și printre urmașii lui Jan Hus (cunoscuți ca husiți).
Ieronim a fost bine educat și a petrecut cea mai mare parte a vieții sale călătorind, încercând să incite reforma religioasă în diferite orașe. Mai degrabă pentru criticile sale, decât pentru erezie, a fost martirizat.
Ieronim a predat la universitățile din Paris, Köln și Heidelberg, dar a fost acuzat de erezie în toate aceste universități și a fost forțat să se întoarcă în Boemia. El și-a petrecut o mare parte din viață călătorind în diverse universități, dar se întorcea frecvent în Boemia, unde era practic în siguranță față de orice urmărire penală. Ieronim a dobândit un renume popular, deoarece retorica sa și aptitudinile oratorii au fost apreciate și adesea au provocat publicul să facă demonstrații împotriva bisericii, deși uneori acestea s-au încheiat prost. Și-a asigurat, în 1399, permisiunea de a călători. În 1401 s-a întors la Praga, iar în 1402 a vizitat Anglia, unde, la Universitatea Oxford, a copiat Dialogus și Trialogus lui John Wycliffe și, astfel, și-a manifestat interesul pentru Lollardism. El a devenit un susținător înfocat și deschis al realismului și, ulterior, al Wyclifism-ului; ceea ce i-a provocat constant necazuri. În 1403 a plecat la Ierusalim, iar în 1405 la Paris. Acolo și-a luat diploma de masterat, dar profesorul și învățatul Jean Gerson l-a alungat. În 1406 a obținut aceeași diplomă la Universitatea din Köln și puțin mai târziu la Universitatea din Heidelberg. 
Nu a mai fost în siguranță în Praga, atunci când s-a întors și unde, în 1407, a obținut aceiași diplomă. În acel an, s-a întors la Oxford, dar a fost din nou obligat să fugă. În perioada 1408 -1409 s-a aflat în Praga. La începutul lunii ianuarie 1410, el a ținut un discurs precaut în favoarea viziunilor filosofice ale lui Wycliffe, iar acesta a fost citat mai târziu împotriva sa la Conciliul de la Konstanz (Constance), patru ani mai târziu. În martie 1410, a fost emisă o bulă papală împotriva scrierilor lui Wycliffe, iar sub acuzația că le-ar fi favorizat, Ieronim a fost închis în Viena, dar a reușit să fugă în Moravia. Pentru acest lucru, el a fost excomunicat de către episcopul de Cracovia. Revenit la Praga, a apărut public ca avocatul lui Hus. Legende populare atribuie lui Ieronim  conducerea unui protest în care câteva bule papale au fost puse în jurul gâtului unei prostituate aflate într-un cărucior și apoi au fost duse la stâlpul infamiei din Praga pentru a fi arse public, dar conducătorul protestului a fost de fapt Wok din Waldstein.

## Mijlocul vieții și învățăturile

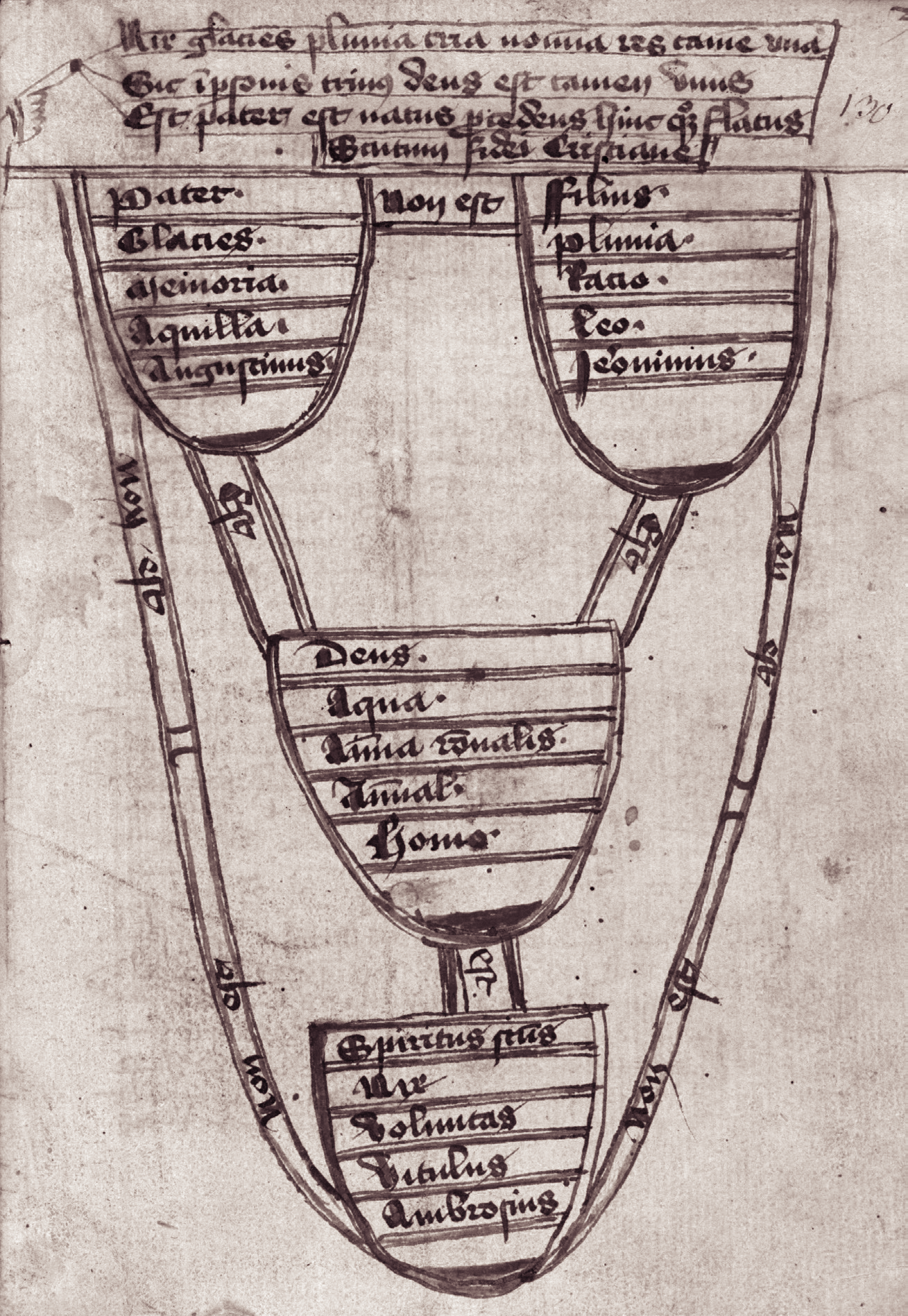
Diagrama Scutum fidei Christianae - Scutul Sfintei Treimi (în lateral: Pater - Filius - Spiritus Sanctus; în centru: Deus

Ieronim a avut tendința de a învăța idei radicale referitoare la doctrina romano-catolică și anume că învățăturile lui Dumnezeu erau direct accesibile unui creștin fără a fi nevoie de oficialități bisericești sau de biserici. El a învățat că trebuie să se supună învățăturilor directe ale lui Isus, chiar și atunci când acestea sunt în conflict cu cele ale Bisericii Romano-Catolice. Ieronim a fost în mare măsură un urmaș al ideologiilor ambilor reformatori ai bisericii, John Wyclif și Jan Hus. În timp ce învățăturile sale erau contrare celor ale Bisericii Romano-Catolice, el a fost în mod constant pe picior de fugă față de autorități. Hus, deși mult mai puțin perturbator în abordarea sa, a fost un mentor pentru Ieronim.
Ieronim a instigat la demonstrații publice în Paris, Viena, Praga și peste tot în lume; majoritatea acestor demonstrații au avut loc în orașe cu universități unde a predat Ieronim. Predarea în aceste universități i-a permis lui Ieronim să aibă o audiență mare. În Cracovia, el a fost examinat în mod public în ceea ce privește acceptarea celor patruzeci și cinci de articole pe care dușmanii lui Wyclif le făcuseră din scrierile lui Wyclif și despre care ei au afirmat că au reprezentat învățăturile eretice ale lui Wyclif. Ieronim a declarat că le-a respins.

## Procesul și moartea

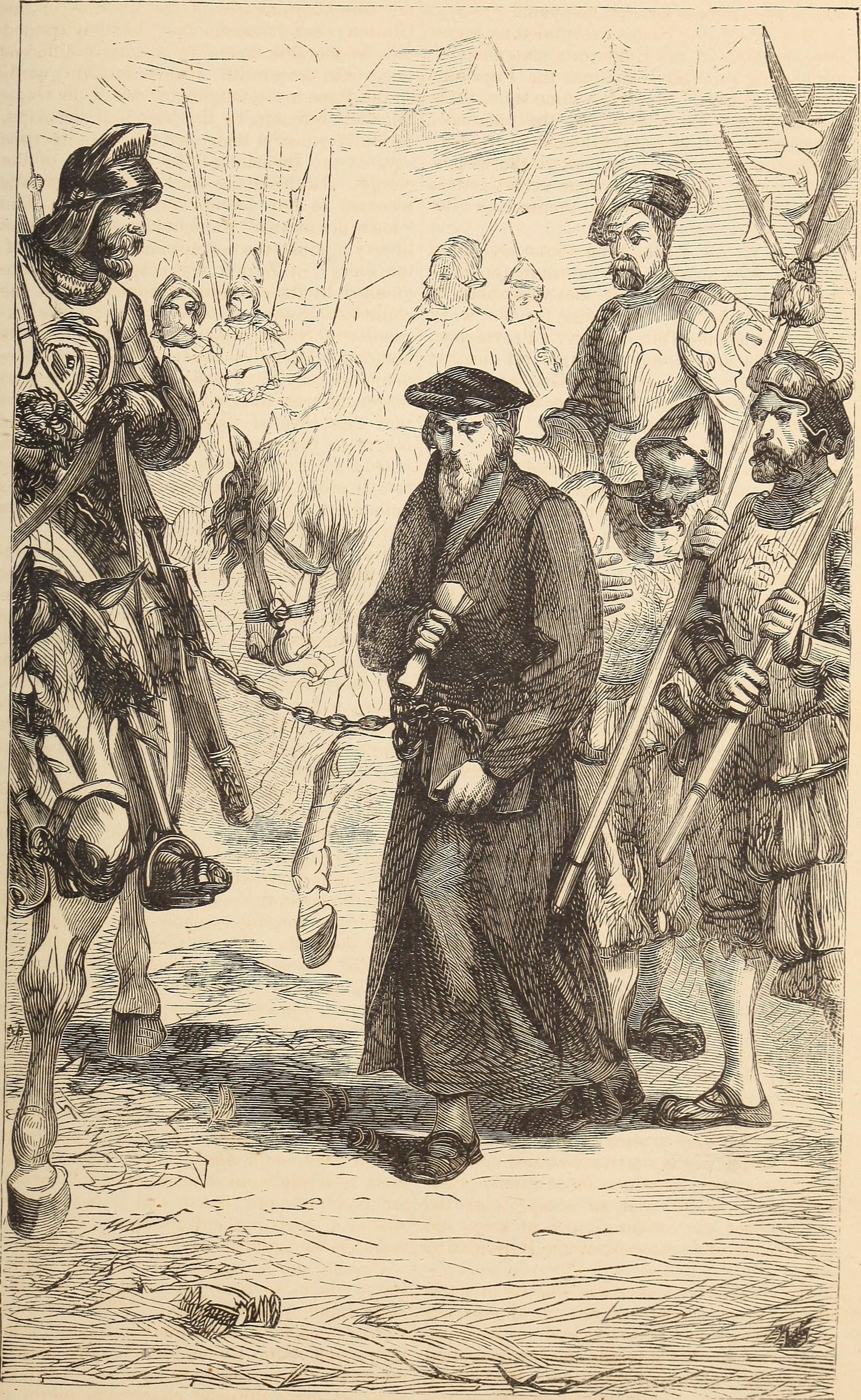
Ieronim din Praga, târât în închisoare, ilustrație din 1870

Când, la 11 octombrie 1414, Hus a fost dus în fața Conciliului de la Konstanz, Ieronim l-a asigurat că, dacă va fi necesar, va veni în ajutorul lui, contrar dorințelor lui Hus. Hus a fost înșelat să participe la Conciliul de la Konstanz printr-o scrisoare de promisiune a imunității sale, dar la sosirea sa în oraș a fost arestat și închis. Ieronim și-a ținut promisiunea, chiar dacă Hus și alți prieteni ai lui Ieronim l-au avertizat să nu vină. La 4 aprilie 1415, el a sosit la Konstanz. În mod previzibil, el a creat o agitație în oraș. 
Așa cum a venit fără un plan sigur de acțiune, spre deosebire de Hus, prietenii lui Ieronim l-au convins să se întoarcă în Boemia. Dar pe drumul său înapoi spre Boemia a fost arestat la Hirschau la 20 aprilie și dus la Sulzbach, unde a fost închis și a fost returnat la Constance la 23 mai. El a fost imediat condamnat în fața conciliului sub acuzația că a fugit de citația sa în fața conciliului.
Umanistul Poggio Bracciolini, prezent în acele zile în Konstanz, a lăsat o mărturie directă a procesului și executării lui Girolamo printr-o scrisoare în limba latină adresată lui Leonardo Bruni în aceeași zi în care a fost condamnat la moarte pe rug. Acuzațiile de a fi un defăimător al papalității și al papei de la Roma, un inamic al cardinalilor, persecutor al prelaților și al clerului și inamic al religiei creștine și că a respins ortodoxia doctrinară în doctrina Euharistiei au făcut ca Ieronim să fie insultat cu titluri ca ipocrit și măgar. Audierea a fost amânată trei zile mai târziu, atunci i s-a permis să vorbească: el a amintit de soarta lui Socrate, închisoarea lui Platon, torturile suferite de Anaxagoras și Zeno, moartea lui Boethius și condamnările lui Ioan Botezătorul, ale lui Hristos și ale Sfântului Ștefan. „Dar fiind toată ponderea cauzei care a fost pusă pe martorii procuraturii [...] a arătat că ei au spus toate aceste lucruri nu de dragul adevărului, ci din ură, răutate și invidie [...]”.

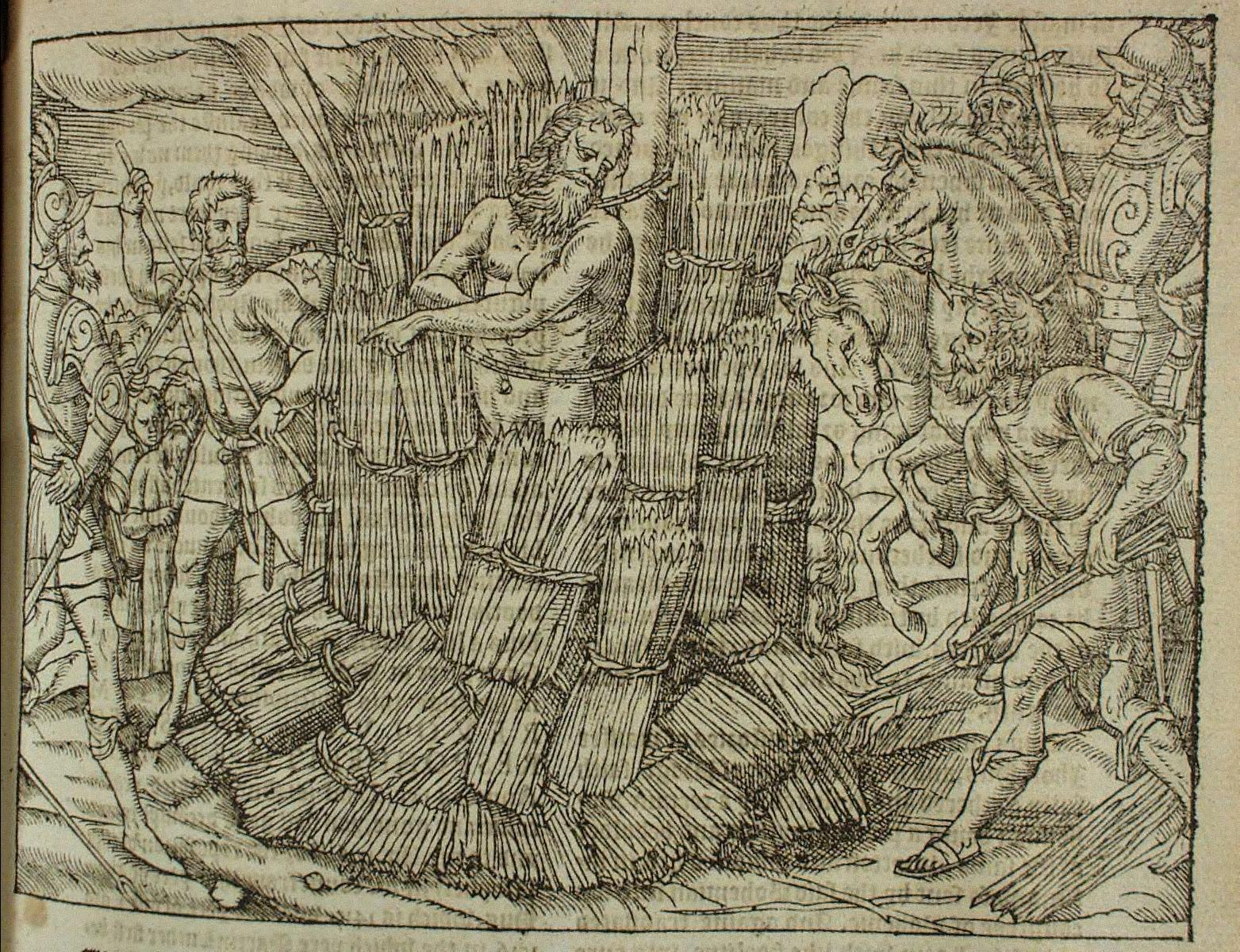
Arderea lui Ieronim de Praga, Cartea Martirilor de John Foxe (1563)

Toată lumea s-a așteptat ca Ieronim să-și recunoască și să-și retragă greșelile și să ceară iertare, dar „în cele din urmă a început să-l laude pe un anumit John Hus, care fusese condamnat la moarte pe rug și a spus că a fost un om bun, drept, sfânt și nu demn de moartea aceea”.
El a mai avut încă două zile ca să-și mărturisească presupusele greșeli; după care, la 30 mai 1416, a fost considerat un eretic de către Conciliul de la Konstanz și condamnat la moarte pe rug.   
Condamnarea sa a fost predeterminată în urma acceptării sale deschise a vederilor și ideilor eretice ale lui Wyclif, în special asupra Euharistiei, și a admirației sale deschise pentru Hus și a doctrinelor sale. Refuzând să renunțe la acele convingeri, Conciliul a folosit condițiile de detenție pentru a-l obliga pe Ieronim să-și retragă ereziile. În sesiunile publice ale Conciliului din 11 și 23 septembrie 1415, Ieronim și-a abjurat ereziile și a renunțat la Wyclif și Hus. În scrisorile către regele Boemiei și către Universitatea din Praga, el a declarat că s-a convins că Hus ar fi fost ars în mod corect pentru erezie. (Hus a fost ars pe rug, în timp ce Ieronim era întemnițat.) Cu toate acestea, el a rămas în închisoare, deoarece Conciliul s-a îndoit în mod corect de sinceritatea dezicerilor sale. La 23 mai și la 26 mai 1416, el a fost adus din nou în fața Consiliului, pentru ca aceștia să poată afla adevărul despre dezicerile sale. În cea de-a doua zi, și-a retras dezicerile și, prin urmare, după ce „a căzut din nou” înapoi în erezie, a fost condamnat de Conciliu și a fost predat autorităților laice pentru a fi ars pe rug. Ulterior, Jerome a fost revendicat ca martir al husiților și adoptat de protestanți mai târziu, cum ar fi John Foxe, pentru a trasa un trecut istoric pentru noile religii ale „reformărilor” din secolul al XVI-lea.